# エリア (ストリートファイター)
エリア (Area) は、アリカが開発しカプコンが販売した対戦型格闘ゲーム『ストリートファイターEX』シリーズおよびアリカ開発の対戦型格闘ゲーム『ファイティングEXレイヤー』に登場する架空の人物。

## 概要
機械の発明家の父を持つ少女。ブロンドのお下げ髪で、メガネをかけている。両足にはローラースケートを履いている。
彼女自身も発明家で、父の発明した万能機械「キャンサー」を世界に広めるため、世界中の格闘家と闘うことでキャンサーのデモンストレーションを行う。好奇心旺盛で思い込みの激しさも持ち合わせており、熱中すると周りが見えなくなってしまう。『ストリートファイターEX3』では格闘大会の参加者を戦闘メカ集団と思い込み、データ収集を行う場面もある。
試合中はキャンサーを装着して戦うが、キャンサーが手元から離れているとパンチ攻撃が著しく弱体化する。
ヴルカーノ・ロッソとともに『EX2 PLUS』で初登場し、『EX3』では隠しキャラクターになっている。
『ストリートファイターV』の公式サイト「シャドルー格闘家研究所」の「キャラ図鑑」にて個人プロフィールが明かされたが、ここでは気になっている格闘家がメカザンギエフであることと、（『EX』シリーズより後の時代の）現在のエリアは父を超える発明家になっていることが明かされ、浮遊する全身スーツを身にまとい新型キャンサーを装着した新たなデザインのイラストが公開されている。
『ファイティングEXレイヤー』では、自分が天才発明家でありながらも自身のセンスのなさに気付かず、なぜ自分の発明品に評価されないのか、その原因を突き止めるべく著名な天才学者のバルバ・プルナのセンスを調査し始める。その際に彼の娘であるプルム・プルナに接触される。

## 各種技の解説
技名に「※」を付記する技はキャンサー装着時のみ使用可能。

### 投げ技
トランスミッション ※
キャンサーの持つ手で相手を遠くに投げ飛ばす。
OCR
相手を足で押し倒した後、前進して踏みつける。『EXレイヤー』では相手を蹴り付けた後にドロップキックを叩き込むものに変更された。

### 特殊技
ジョブステップ
ローリングソバット。
プルダウンレッグ
かかと落とし。繰り出すまでの隙が大きく、防がれやすい。
ヘッドクラッシュ ※
空中で停滞して、両手でパンチを繰り出す。
シフトクラブストレート ※
前進してストレートパンチ。
シフトスタンプパンチ ※
前進してしゃがみパンチ。
シフトクラブアッパー ※
前進してアッパー。
ハードクラッシュ ※
ガードブレイクまたはハードアタック技。前方に飛びかかってキャンサーを振り下ろす。

### 必殺技
ターミネーター ※
『EX2 PLUS』のみの技。キャンサーを構え、受けた飛び道具（「真空波動拳」などのスーパーコンボ系の飛び道具は1発分のみで「EXプロシブ」などの設置型飛び道具は不可能）を跳ね返す。キャンサー自体にも攻撃判定がある。
エミュレーター ※
『EX3』で「ターミネーター」と入れ替わりで追加された技。性能はほぼ同じだが、こちらは受けた飛び道具を吸収する。吸収不可能な飛び道具もいくつか存在する。
リバースギア ※
『EX3』での技で「エミュレーター」で吸収した気弾を跳ね返す。何度でも使用可能で空中でも発射可能だが、吸収した飛び道具によっては端から端までは届かない。
ハミングラッシュ ※
キャンサーで連続で打撃を繰り出す。押したパンチボタンの強さに応じて威力とヒット数が比例し、前進する距離が反比例する。最後の一撃と同時にパンチボタン3つを同時押しするとその場でキャンサーを放電させる「サンダーブレーク」に派生する。
オルタナティブキャッチ
相手を飛び越えて背後を取る。この技単体ではダメージが無いが、飛び越え中に追加入力すると前方に蹴る「リア」か後方に蹴る「フロント」に派生し、相手を蹴り飛ばす。
ジャクソンキック
ミドルキックを繰り出す。追加入力で飛び膝蹴りの「ポップアップニー」（空中にいる相手に追撃可能）、ミドルキックの「パーティションブレイク」、「プルダウンレッグ」と同一である「プルダウンヒール」に派生する。
アップロード ※
キャンサーを空中に飛ばして攻撃する。ボタンを押し続けることで空中に留まる。『EX2 PLUS』では地上、『EX3』では空中からの技となっている。発動中はキャンサーが手元から離れるため一時的に使用不能になる。
ダウンロード ※
キャンサーを地中に潜らせ、足元から相手を攻撃する。ボタンを押し続けることで遠くまでキャンサーを進ませることができる。発動中はキャンサーが手元から離れるため一時的に使用不能になる。
挑発
コマンド技で、肩をすくめるものと、足をぶらぶらさせるもの（『EXレイヤー』ではモニターから笑顔の顔文字を出すもの）の2種類がある。『EX』シリーズではどちらも僅かな攻撃判定を持つが、『EXレイヤー』では単なる挑発技。

### スーパーコンボ
グレイトキャンサー ※
エネルギーを集束させたキャンサーで攻撃する。空中でも発動可能。地上では溜めが可能。
ファイブスターレイド
相手を蹴り上げ、さらに空中で連続で蹴りを繰り出す。最初の一撃がヒットしないと、技は中断される。
ファイナルキャンサー ※
最大出力のキャンサーで突進するメテオコンボ。威力の高い技だが、使用するとキャンサーが爆発を起こし、以後その試合中はキャンサーが使用不能になる。

## 登場作品
- 対戦型格闘ゲーム
  - 『ストリートファイターEX』シリーズ（『EX2 PLUS』以降）
  - 『ファイティングEXレイヤー』

## 担当声優
- 吉田小南美（『ストリートファイターEX』シリーズ）
- 引坂理絵（ファイティングEXレイヤー）